# Eredivisie 2018-19
La Eredivisie 2018-19 fue la sexagésima tercera edición de la Eredivisie, la primera división de fútbol de los Países Bajos. El PSV Eindhoven fue el defensor del título.

## Ascensos y descensos
| Pos. | Descendidos de la Eredivisie 2017-18 |
| ---- | ------------------------------------ |
| 16.º | Roda JC                              |
| 17.° | Sparta Rotterdam                     |
| 18.° | FC Twente                            |

| Pos. | Ascendidos de la Eerste Divisie 2017-18 |
| ---- | --------------------------------------- |
| 1.º  | Fortuna Sittard                         |
| 5.°  | FC Emmen                                |
| 6.°  | De Graafschap                           |

## Equipos participantes
| Club                     | Ciudad     | Entrenador                 | Estadio                          | Capacidad |
| ------------------------ | ---------- | -------------------------- | -------------------------------- | --------- |
| ADO Den Haag             | La Haya    | Alfons Groenendijk         | Cars Jeans Stadion               | 15.000    |
| Ajax                     | Ámsterdam  | Erik ten Hag               | Johan Cruyff ArenA               | 53.052    |
| AZ                       | Alkmaar    | John van den Brom          | AFAS Stadion                     | 17.023    |
| FC Emmen                 | Emmen      | Dick Lukkien               | De Oude Meerdijk                 | 8.600     |
| Excelsior                | Róterdam   | Adrie Poldervaart          | Van Donge & De Roo Stadion       | 3.785     |
| Feyenoord                | Róterdam   | Giovanni van Bronckhorst   | Stadion Feijenoord - De Kuip     | 51.137    |
| Fortuna Sittard          | Sittard    | René Eijer                 | Fortuna Sittard Stadion          | 10.300    |
| De Graafschap Doetinchem | Doetinchem | Henk de Jong               | De Vijverberg                    | 12.600    |
| FC Groningen             | Groninga   | Danny Buijs                | Hitachi Capital Mobility Stadion | 22.550    |
| SC Heerenveen            | Heerenveen | Jan Olde Riekerink         | Abe Lenstra Stadion              | 26.100    |
| Heracles Almelo          | Almelo     | Frank Wormuth              | Polman Stadion                   | 12.400    |
| NAC Breda                | Breda      | Mitchell van der Gaag      | Rat Verlegh Stadion              | 19.000    |
| PEC Zwolle               | Zwolle     | John van 't Schip          | MAC³PARK Stadion                 | 12.500    |
| PSV Eindhoven            | Eindhoven  | Mark van Bommel            | Philips Stadion                  | 36.000    |
| FC Utrecht               | Utrecht    | Jean-Paul de Jong          | Stadion Galgenwaard              | 23.750    |
| Vitesse                  | Arnhem     | Leonid Víktorovich Slutski | GelreDome                        | 25.000    |
| VVV-Venlo                | Venlo      | Maurice Steijn             | Covebo Stadion - De Koel         | 8.000     |
| Willem II Tilburg        | Tilburgo   | Adrie Koster               | Koning Willem II Stadion         | 14.637    |

### Cambio de entrenadores
| Equipo | Técnico saliente | Motivo de la salida | Fecha de salida | Posición en la tabla | Reemplazado por | Fecha de la contratación |
| ------ | ---------------- | ------------------- | --------------- | -------------------- | --------------- | ------------------------ |

## Clasificación
| Pos. | Equipo          | Pts. | PJ | G  | E  | P  | GF  | GC | Dif. | Clasificación 2019–20                              |
| ---- | --------------- | ---- | -- | -- | -- | -- | --- | -- | ---- | -------------------------------------------------- |
| 1    | Ajax (C)        | 86   | 34 | 28 | 2  | 4  | 119 | 32 | +87  | Tercera ronda previa de la Liga de Campeones       |
| 2    | PSV Eindhoven   | 83   | 34 | 26 | 5  | 3  | 98  | 26 | +72  | Segunda ronda previa de la Liga de Campeones       |
| 3    | Feyenoord       | 65   | 34 | 20 | 5  | 9  | 75  | 41 | +34  | Tercera ronda previa de la Liga Europa             |
| 4    | AZ Alkmaar      | 58   | 34 | 17 | 7  | 10 | 64  | 43 | +21  | Segunda ronda previa de la Liga Europa             |
| 5    | Vitesse         | 53   | 34 | 14 | 11 | 9  | 70  | 51 | +19  | Play-offs para entrar en la Liga Europa de la UEFA |
| 6    | Utrecht         | 53   | 34 | 15 | 8  | 11 | 60  | 51 | +9   | Play-offs para entrar en la Liga Europa de la UEFA |
| 7    | Heracles Almelo | 48   | 34 | 15 | 3  | 16 | 61  | 68 | −7   | Play-offs para entrar en la Liga Europa de la UEFA |
| 8    | Groningen       | 45   | 34 | 13 | 6  | 15 | 39  | 41 | −2   | Play-offs para entrar en la Liga Europa de la UEFA |
| 9    | ADO Den Haag    | 45   | 34 | 12 | 9  | 13 | 58  | 63 | −5   |                                                    |
| 10   | Willem II       | 44   | 34 | 13 | 5  | 16 | 58  | 72 | −14  |                                                    |
| 11   | Heerenveen      | 41   | 34 | 10 | 11 | 13 | 64  | 73 | −9   |                                                    |
| 12   | VVV-Venlo       | 41   | 34 | 11 | 8  | 15 | 47  | 63 | −16  |                                                    |
| 13   | PEC Zwolle      | 39   | 34 | 11 | 6  | 17 | 44  | 57 | −13  |                                                    |
| 14   | Emmen           | 38   | 34 | 10 | 8  | 16 | 41  | 72 | −31  |                                                    |
| 15   | Fortuna Sittard | 34   | 34 | 9  | 7  | 18 | 50  | 80 | −30  |                                                    |
| 16   | Excelsior       | 33   | 34 | 9  | 6  | 19 | 46  | 79 | −33  | Play-offs descenso                                 |
| 17   | De Graafschap   | 29   | 34 | 8  | 5  | 21 | 38  | 75 | −37  | Play-offs descenso                                 |
| 18   | NAC Breda       | 23   | 34 | 5  | 8  | 21 | 29  | 74 | −45  | Descenso de categoría                              |

Actualizado a los partidos jugados el 15 de mayo de 2019.
 Fuente: eredivisie.nl
Criterios de clasificación: 1) Puntos; 2) Gol diferencia; 3) Goles marcados

## Evolución de las posiciones
| Equipo ╲ Jornada | 1    | 2  | 3  | 4  | 5  | 6  | 7  | 8  | 9  | 10 | 11 | 12 | 13 | 14 | 15 | 16 | 17 | 18 | 19 | 20 | 21 | 22 | 23 | 24 | 25 | 26 | 27 | 28 | 29 | 30 | 31 | 32 | 33 | 34 |   |
| ---------------- | ---- | -- | -- | -- | -- | -- | -- | -- | -- | -- | -- | -- | -- | -- | -- | -- | -- | -- | -- | -- | -- | -- | -- | -- | -- | -- | -- | -- | -- | -- | -- | -- | -- | -- | - |
| Equipo ╲ Jornada | Ajax | 8  | 6  | 3  | 2  | 2  | 2  | 2  | 2  | 2  | 2  | 2  | 2  | 2  | 2  | 2  | 2  | 2  | 2  | 2  | 2  | 2  | 2  | 2  | 2  | 2  | 2  | 2  | 2  | 1  | 1  | 1  | 1  | 1  | 1 |
| PSV Eindhoven    | 3    | 2  | 1  | 1  | 1  | 1  | 1  | 1  | 1  | 1  | 1  | 1  | 1  | 1  | 1  | 1  | 1  | 1  | 1  | 1  | 1  | 1  | 1  | 1  | 1  | 1  | 1  | 1  | 2  | 2  | 2  | 2  | 2  | 2  |   |
| Feyenoord        | 15   | 7  | 5  | 3  | 3  | 3  | 3  | 3  | 3  | 3  | 3  | 3  | 3  | 3  | 3  | 3  | 3  | 3  | 3  | 3  | 3  | 3  | 3  | 3  | 3  | 3  | 4  | 4  | 3  | 3  | 3  | 3  | 3  | 3  |   |
| AZ Alkmaar       | 1    | 1  | 2  | 4  | 5  | 5  | 5  | 6  | 6  | 9  | 6  | 5  | 7  | 7  | 6  | 5  | 7  | 5  | 4  | 4  | 4  | 4  | 4  | 4  | 4  | 4  | 3  | 3  | 4  | 4  | 4  | 4  | 4  | 4  |   |
| Vitesse          | 2    | 3  | 6  | 8  | 6  | 7  | 7  | 5  | 7  | 5  | 7  | 6  | 4  | 6  | 7  | 6  | 5  | 4  | 5  | 5  | 5  | 5  | 5  | 5  | 5  | 5  | 7  | 6  | 7  | 7  | 6  | 7  | 5  | 5  |   |
| Utrecht          | 17   | 13 | 10 | 11 | 14 | 15 | 16 | 12 | 9  | 7  | 5  | 7  | 5  | 5  | 4  | 4  | 4  | 6  | 6  | 6  | 6  | 6  | 7  | 6  | 6  | 6  | 5  | 5  | 5  | 5  | 7  | 5  | 6  | 6  |   |
| Heracles Almelo  | 11   | 4  | 11 | 5  | 4  | 4  | 4  | 4  | 4  | 4  | 4  | 4  | 6  | 4  | 5  | 7  | 6  | 8  | 8  | 8  | 8  | 7  | 6  | 7  | 7  | 7  | 6  | 7  | 6  | 6  | 5  | 6  | 7  | 7  |   |
| Groningen        | 16   | 18 | 15 | 16 | 18 | 18 | 17 | 17 | 18 | 18 | 18 | 16 | 16 | 16 | 14 | 16 | 15 | 13 | 16 | 15 | 12 | 9  | 9  | 8  | 9  | 8  | 10 | 9  | 8  | 9  | 9  | 9  | 8  | 8  |   |
| ADO Den Haag     | 13   | 16 | 12 | 6  | 10 | 9  | 10 | 8  | 10 | 11 | 12 | 13 | 10 | 13 | 12 | 11 | 11 | 12 | 13 | 11 | 13 | 10 | 12 | 12 | 12 | 14 | 13 | 13 | 12 | 11 | 12 | 10 | 10 | 9  |   |
| Willem II        | 14   | 9  | 4  | 7  | 8  | 8  | 9  | 11 | 11 | 13 | 14 | 11 | 13 | 11 | 11 | 13 | 12 | 9  | 9  | 9  | 10 | 12 | 10 | 11 | 11 | 9  | 8  | 8  | 9  | 8  | 8  | 8  | 9  | 10 |   |
| Heerenveen       | 5    | 5  | 8  | 10 | 12 | 12 | 11 | 9  | 12 | 8  | 9  | 9  | 12 | 9  | 8  | 8  | 10 | 10 | 11 | 13 | 15 | 15 | 11 | 9  | 8  | 10 | 9  | 10 | 10 | 10 | 10 | 11 | 11 | 11 |   |
| VVV-Venlo        | 7    | 8  | 7  | 9  | 7  | 6  | 6  | 7  | 5  | 6  | 8  | 8  | 8  | 8  | 9  | 9  | 8  | 7  | 7  | 7  | 7  | 8  | 8  | 10 | 10 | 11 | 11 | 11 | 13 | 13 | 11 | 13 | 12 | 12 |   |
| PEC Zwolle       | 12   | 17 | 18 | 15 | 16 | 14 | 12 | 10 | 14 | 12 | 13 | 15 | 15 | 14 | 15 | 15 | 16 | 14 | 12 | 10 | 11 | 13 | 15 | 15 | 13 | 12 | 12 | 12 | 11 | 12 | 13 | 12 | 13 | 13 |   |
| Emmen            | 6    | 11 | 16 | 14 | 9  | 10 | 14 | 14 | 15 | 16 | 16 | 12 | 14 | 15 | 16 | 12 | 13 | 15 | 14 | 16 | 14 | 16 | 16 | 16 | 16 | 17 | 17 | 17 | 15 | 15 | 15 | 15 | 14 | 14 |   |
| Fortuna Sittard  | 10   | 14 | 17 | 18 | 11 | 11 | 15 | 15 | 13 | 14 | 10 | 10 | 9  | 10 | 10 | 10 | 9  | 11 | 10 | 12 | 9  | 11 | 13 | 13 | 14 | 13 | 14 | 14 | 14 | 14 | 14 | 14 | 15 | 15 |   |
| Excelsior        | 9    | 15 | 9  | 13 | 13 | 13 | 8  | 13 | 8  | 10 | 11 | 14 | 11 | 12 | 13 | 14 | 14 | 16 | 15 | 14 | 16 | 14 | 14 | 14 | 15 | 15 | 15 | 15 | 17 | 17 | 16 | 17 | 16 | 16 |   |
| De Graafschap    | 4    | 10 | 13 | 12 | 15 | 16 | 13 | 16 | 16 | 15 | 15 | 17 | 17 | 17 | 18 | 18 | 18 | 18 | 18 | 17 | 17 | 17 | 17 | 17 | 17 | 16 | 16 | 16 | 16 | 16 | 17 | 16 | 17 | 17 |   |
| NAC Breda        | 18   | 12 | 14 | 17 | 17 | 17 | 18 | 18 | 17 | 17 | 17 | 18 | 18 | 18 | 17 | 17 | 17 | 17 | 17 | 18 | 18 | 18 | 18 | 18 | 18 | 18 | 18 | 18 | 18 | 18 | 18 | 18 | 18 | 18 |   |

## Tabla de resultados cruzados
| Local \ Visitante | ADO | AJA | AZ  | EMM | EXC | FEY | FOR | GRA | GRO | HEE | HER | NAC | PEC | PSV | UTR | VIT | VVV | WIL |
| ----------------- | --- | --- | --- | --- | --- | --- | --- | --- | --- | --- | --- | --- | --- | --- | --- | --- | --- | --- |
| ADO Den Haag      | —   | 1–5 | 0–1 | 1–2 | 3–1 | 2–2 | 3–1 | 0–0 | 1–0 | 2–3 | 2–0 | 1–1 | 1–0 | 0–7 | 5–0 | 3–3 | 2–4 | 6–2 |
| Ajax              | 5–1 | —   | 5–0 | 5–0 | 6–2 | 3–0 | 4–0 | 8–0 | 3–0 | 4–4 | 1–1 | 5–0 | 2–1 | 3–1 | 4–1 | 4–2 | 6–0 | 2–0 |
| AZ Alkmaar        | 2–3 | 1–0 | —   | 5–0 | 2–1 | 1–1 | 4–2 | 1–0 | 1–0 | 2–3 | 2–1 | 5–0 | 2–2 | 1–0 | 3–0 | 0–0 | 3–0 | 0–2 |
| Emmen             | 3–2 | 2–5 | 1–4 | —   | 1–2 | 1–4 | 3–3 | 1–1 | 1–0 | 2–0 | 1–1 | 2–0 | 0–1 | 2–2 | 2–0 | 0–3 | 1–1 | 0–2 |
| Excelsior         | 2–4 | 1–7 | 4–2 | 2–1 | —   | 2–1 | 1–1 | 2–0 | 2–4 | 3–3 | 0–3 | 1–2 | 0–2 | 0–2 | 3–3 | 2–0 | 1–0 | 1–1 |
| Feyenoord         | 0–2 | 6–2 | 2–1 | 4–0 | 3–0 | —   | 0–2 | 4–0 | 1–0 | 3–0 | 2–1 | 4–2 | 3–0 | 2–1 | 1–0 | 2–1 | 4–1 | 2–3 |
| Fortuna Sittard   | 0–0 | 0–2 | 0–3 | 3–1 | 4–1 | 1–4 | —   | 3–1 | 0–0 | 2–4 | 3–0 | 2–1 | 3–0 | 1–2 | 1–1 | 2–1 | 1–1 | 4–4 |
| De Graafschap     | 1–1 | 1–4 | 1–1 | 1–0 | 4–1 | 2–0 | 5–1 | —   | 0–1 | 0–5 | 1–2 | 3–0 | 0–2 | 1–4 | 0–1 | 2–2 | 1–2 | 2–1 |
| Groningen         | 1–0 | 0–1 | 1–3 | 1–2 | 1–0 | 1–0 | 3–0 | 1–0 | —   | 2–0 | 3–0 | 5–2 | 0–1 | 1–2 | 1–1 | 2–1 | 3–2 | 0–1 |
| Heerenveen        | 1–1 | 0–4 | 0–2 | 1–1 | 1–0 | 3–5 | 3–1 | 0–3 | 1–1 | —   | 3–5 | 2–1 | 1–1 | 2–2 | 2–3 | 1–1 | 2–2 | 4–2 |
| Heracles Almelo   | 4–2 | 1–0 | 3–2 | 2–1 | 4–5 | 0–2 | 6–0 | 4–0 | 4–1 | 2–1 | —   | 1–0 | 0–2 | 0–4 | 1–5 | 3–2 | 4–1 | 3–4 |
| NAC Breda         | 1–1 | 0–3 | 0–3 | 1–1 | 0–2 | 0–4 | 2–3 | 3–0 | 0–0 | 4–2 | 2–1 | —   | 0–0 | 0–2 | 0–4 | 2–1 | 1–1 | 2–2 |
| PEC Zwolle        | 2–3 | 1–4 | 0–0 | 3–0 | 2–0 | 3–1 | 5–0 | 0–3 | 3–2 | 2–3 | 1–1 | 0–0 | —   | 1–2 | 4–3 | 0–2 | 2–4 | 2–3 |
| PSV Eindhoven     | 3–1 | 3–0 | 3–1 | 6–0 | 6–0 | 1–1 | 5–0 | 2–1 | 2–1 | 3–0 | 3–1 | 2–0 | 4–0 | —   | 4–0 | 1–0 | 4–0 | 6–1 |
| Utrecht           | 3–0 | 1–3 | 2–1 | 1–2 | 0–0 | 3–2 | 2–1 | 5–0 | 0–0 | 3–1 | 3–1 | 2–1 | 2–0 | 2–2 | —   | 0–0 | 1–1 | 0–1 |
| Vitesse           | 1–1 | 0–4 | 2–2 | 1–1 | 3–2 | 1–1 | 2–1 | 6–1 | 5–1 | 2–2 | 4–0 | 4–1 | 4–1 | 3–3 | 2–1 | —   | 2–1 | 3–2 |
| VVV-Venlo         | 2–0 | 0–1 | 2–2 | 2–3 | 1–0 | 0–3 | 3–2 | 4–1 | 0–0 | 1–1 | 0–1 | 3–0 | 2–0 | 0–1 | 2–6 | 1–3 | —   | 2–1 |
| Willem II         | 0–3 | 1–4 | 2–1 | 2–3 | 2–2 | 1–1 | 3–2 | 3–2 | 1–2 | 1–5 | 5–0 | 2–0 | 2–0 | 0–3 | 0–1 | 1–3 | 0–1 | —   |

## Resultados
- Los horarios corresponden al huso horario de los Países Bajos (Hora central europea): UTC+1 en horario estándar y UTC+2 en horario de verano

### Primera vuelta
| Fecha 1       | Fecha 1   | Fecha 1         | Fecha 1                    | Fecha 1      | Fecha 1 |
| Local         | Resultado | Visitante       | Estadio                    | Fecha        | Hora    |
| ------------- | --------- | --------------- | -------------------------- | ------------ | ------- |
| PEC Zwolle    | 2 – 3     | Heerenveen      | MAC³PARK Stadion           | 10 de agosto | 20:00   |
| Ajax          | 1 – 1     | Heracles Almelo | Johan Cruyff ArenA         | 11 de agosto | 18:30   |
| Willem II     | 0 – 1     | VVV-Venlo       | Koning Willem II Stadion   | 11 de agosto | 18:30   |
| PSV Eindhoven | 4 – 0     | Utrecht         | Philips Stadion            | 11 de agosto | 20:45   |
| Excelsior     | 1 – 1     | Fortuna Sittard | Van Donge & De Roo Stadion | 11 de agosto | 20:45   |
| ADO Den Haag  | 1 – 2     | Emmen           | Cars Jeans Stadion         | 12 de agosto | 12:15   |
| Vitesse       | 5 – 1     | Groningen       | GelreDome                  | 12 de agosto | 14:30   |
| De Graafschap | 2 – 0     | Feyenoord       | Stadion De Vijverberg      | 12 de agosto | 14:30   |
| AZ Alkmaar    | 5 – 0     | NAC Breda       | AFAS Stadion               | 12 de agosto | 16:45   |

| Fecha 2         | Fecha 2   | Fecha 2       | Fecha 2                          | Fecha 2      | Fecha 2 |
| Local           | Resultado | Visitante     | Estadio                          | Fecha        | Hora    |
| --------------- | --------- | ------------- | -------------------------------- | ------------ | ------- |
| Groningen       | 0 – 1     | Willem II     | Hitachi Capital Mobility Stadion | 17 de agosto | 20:00   |
| NAC Breda       | 3 – 0     | De Graafschap | Rat Verlegh Stadion              | 18 de agosto | 18:30   |
| VVV-Venlo       | 0 – 1     | Ajax          | Seacon Stadion - De Koel         | 18 de agosto | 18:30   |
| Fortuna Sittard | 1 – 2     | PSV Eindhoven | Fortuna Sittard Stadion          | 18 de agosto | 20:45   |
| Heracles Almelo | 4 – 2     | ADO Den Haag  | Polman Stadion                   | 18 de agosto | 20:45   |
| Utrecht         | 2 – 0     | PEC Zwolle    | Stadion Galgenwaard              | 19 de agosto | 12:15   |
| Feyenoord       | 3 – 0     | Excelsior     | Stadion Feijenoord - De Kuip     | 19 de agosto | 14:30   |
| Emmen           | 1 – 4     | AZ Alkmaar    | De Oude Meerdijk                 | 19 de agosto | 14:30   |
| Heerenveen      | 1 – 1     | Vitesse       | Abe Lenstra Stadion              | 19 de agosto | 16:45   |

| Fecha 3       | Fecha 3   | Fecha 3         | Fecha 3                  | Fecha 3      | Fecha 3 |
| Local         | Resultado | Visitante       | Estadio                  | Fecha        | Hora    |
| ------------- | --------- | --------------- | ------------------------ | ------------ | ------- |
| ADO Den Haag  | 3 – 1     | Fortuna Sittard | Cars Jeans Stadion       | 24 de agosto | 20:00   |
| Ajax          | 5 – 0     | Emmen           | Johan Cruyff ArenA       | 25 de agosto | 18:30   |
| De Graafschap | 0 – 1     | Groningen       | Stadion De Vijverberg    | 25 de agosto | 18:30   |
| PEC Zwolle    | 1 – 2     | PSV Eindhoven   | MAC³PARK Stadion         | 25 de agosto | 20:45   |
| NAC Breda     | 0 – 2     | Excelsior       | Rat Verlegh Stadion      | 25 de agosto | 20:45   |
| Willem II     | 5 – 0     | Heracles Almelo | Koning Willem II Stadion | 26 de agosto | 12:15   |
| Heerenveen    | 3 – 5     | Feyenoord       | Abe Lenstra Stadion      | 26 de agosto | 14:30   |
| Utrecht       | 1 – 1     | VVV-Venlo       | Stadion Galgenwaard      | 26 de agosto | 14:30   |
| AZ Alkmaar    | 0 – 0     | Vitesse         | AFAS Stadion             | 26 de agosto | 16:45   |

| Fecha 4         | Fecha 4   | Fecha 4       | Fecha 4                          | Fecha 4         | Fecha 4 |
| Local           | Resultado | Visitante     | Estadio                          | Fecha           | Hora    |
| --------------- | --------- | ------------- | -------------------------------- | --------------- | ------- |
| Emmen           | 1 – 1     | De Graafschap | De Oude Meerdijk                 | 31 de agosto    | 20:00   |
| VVV-Venlo       | 1 – 1     | Heerenveen    | Seacon Stadion - De Koel         | 1 de septiembre | 18:30   |
| PSV Eindhoven   | 6 – 1     | Willem II     | Philips Stadion                  | 1 de septiembre | 19:45   |
| Excelsior       | 2 – 4     | ADO Den Haag  | Van Donge & De Roo Stadion       | 1 de septiembre | 19:45   |
| Fortuna Sittard | 1 – 1     | Utrecht       | Fortuna Sittard Stadion          | 1 de septiembre | 20:45   |
| Groningen       | 0 – 1     | PEC Zwolle    | Hitachi Capital Mobility Stadion | 2 de septiembre | 12:15   |
| Vitesse         | 0 – 4     | Ajax          | GelreDome                        | 2 de septiembre | 14:30   |
| Heracles Almelo | 3 – 2     | AZ Alkmaar    | Polman Stadion                   | 2 de septiembre | 14:30   |
| Feyenoord       | 4 – 2     | NAC Breda     | Stadion Feijenoord - De Kuip     | 2 de septiembre | 16:45   |

| Fecha 5       | Fecha 5   | Fecha 5         | Fecha 5                  | Fecha 5          | Fecha 5 |
| Local         | Resultado | Visitante       | Estadio                  | Fecha            | Hora    |
| ------------- | --------- | --------------- | ------------------------ | ---------------- | ------- |
| ADO Den Haag  | 0 – 7     | PSV Eindhoven   | Cars Jeans Stadion       | 15 de septiembre | 18:30   |
| De Graafschap | 1 – 2     | VVV-Venlo       | Stadion De Vijverberg    | 15 de septiembre | 18:30   |
| Ajax          | 3 – 0     | Groningen       | Johan Cruyff ArenA       | 15 de septiembre | 20:45   |
| Willem II     | 2 – 2     | Excelsior       | Koning Willem II Stadion | 15 de septiembre | 20:45   |
| AZ Alkmaar    | 1 – 1     | Feyenoord       | AFAS Stadion             | 16 de septiembre | 12:15   |
| Heerenveen    | 3 – 5     | Heracles Almelo | Abe Lenstra Stadion      | 16 de septiembre | 14:30   |
| NAC Breda     | 2 – 3     | Fortuna Sittard | Rat Verlegh Stadion      | 16 de septiembre | 14:30   |
| Utrecht       | 1 – 2     | Emmen           | Stadion Galgenwaard      | 16 de septiembre | 14:30   |
| PEC Zwolle    | 0 – 2     | Vitesse         | MAC³PARK Stadion         | 16 de septiembre | 16:45   |

| Fecha 6         | Fecha 6   | Fecha 6       | Fecha 6                          | Fecha 6          | Fecha 6 |
| Local           | Resultado | Visitante     | Estadio                          | Fecha            | Hora    |
| --------------- | --------- | ------------- | -------------------------------- | ---------------- | ------- |
| Heracles Almelo | 4 – 0     | De Graafschap | Polman Stadion                   | 21 de septiembre | 20:00   |
| Fortuna Sittard | 4 – 4     | Willem II     | Fortuna Sittard Stadion          | 22 de septiembre | 18:30   |
| VVV-Venlo       | 3 – 0     | NAC Breda     | Seacon Stadion - De Koel         | 22 de septiembre | 19:45   |
| Excelsior       | 3 – 3     | Heerenveen    | Van Donge & De Roo Stadion       | 22 de septiembre | 19:45   |
| Vitesse         | 1 – 1     | ADO Den Haag  | GelreDome                        | 22 de septiembre | 20:45   |
| Feyenoord       | 1 – 0     | Utrecht       | Stadion Feijenoord - De Kuip     | 23 de septiembre | 12:15   |
| Emmen           | 0 – 1     | PEC Zwolle    | De Oude Meerdijk                 | 23 de septiembre | 14:30   |
| Groningen       | 1 – 3     | AZ Alkmaar    | Hitachi Capital Mobility Stadion | 23 de septiembre | 14:30   |
| PSV Eindhoven   | 3 – 0     | Ajax          | Philips Stadion                  | 23 de septiembre | 16:45   |

| Fecha 7         | Fecha 7   | Fecha 7       | Fecha 7                          | Fecha 7          | Fecha 7 |
| Local           | Resultado | Visitante     | Estadio                          | Fecha            | Hora    |
| --------------- | --------- | ------------- | -------------------------------- | ---------------- | ------- |
| Heerenveen      | 1 – 1     | ADO Den Haag  | Abe Lenstra Stadion              | 29 de septiembre | 18:30   |
| NAC Breda       | 0 – 2     | PSV Eindhoven | Rat Verlegh Stadion              | 29 de septiembre | 18:30   |
| Fortuna Sittard | 0 – 2     | Ajax          | Fortuna Sittard Stadion          | 29 de septiembre | 20:45   |
| Excelsior       | 1 – 0     | VVV-Venlo     | Van Donge & De Roo Stadion       | 29 de septiembre | 20:45   |
| Heracles Almelo | 2 – 1     | Emmen         | Polman Stadion                   | 30 de septiembre | 12:15   |
| AZ Alkmaar      | 2 – 2     | PEC Zwolle    | AFAS Stadion                     | 30 de septiembre | 14:30   |
| Groningen       | 1 – 1     | Utrecht       | Hitachi Capital Mobility Stadion | 30 de septiembre | 14:30   |
| De Graafschap   | 2 – 1     | Willem II     | Stadion De Vijverberg            | 30 de septiembre | 14:30   |
| Feyenoord       | 2 – 1     | Vitesse       | Stadion Feijenoord - De Kuip     | 30 de septiembre | 16:45   |

| Fecha 8       | Fecha 8   | Fecha 8         | Fecha 8                  | Fecha 8      | Fecha 8 |
| Local         | Resultado | Visitante       | Estadio                  | Fecha        | Hora    |
| ------------- | --------- | --------------- | ------------------------ | ------------ | ------- |
| Utrecht       | 2 – 1     | NAC Breda       | Stadion Galgenwaard      | 5 de octubre | 20:00   |
| ADO Den Haag  | 1 – 0     | Groningen       | Cars Jeans Stadion       | 6 de octubre | 18:30   |
| PEC Zwolle    | 2 – 0     | Excelsior       | MAC³PARK Stadion         | 6 de octubre | 19:45   |
| PSV Eindhoven | 4 – 0     | VVV-Venlo       | Philips Stadion          | 6 de octubre | 19:45   |
| De Graafschap | 0 – 5     | Heerenveen      | Stadion De Vijverberg    | 6 de octubre | 20:45   |
| Emmen         | 3 – 3     | Fortuna Sittard | De Oude Meerdijk         | 7 de octubre | 12:15   |
| Vitesse       | 4 – 0     | Heracles Almelo | GelreDome                | 7 de octubre | 14:30   |
| Willem II     | 1 – 1     | Feyenoord       | Koning Willem II Stadion | 7 de octubre | 14:30   |
| Ajax          | 5 – 0     | AZ Alkmaar      | Johan Cruyff ArenA       | 7 de octubre | 16:45   |

| Fecha 9         | Fecha 9   | Fecha 9       | Fecha 9                      | Fecha 9       | Fecha 9 |
| Local           | Resultado | Visitante     | Estadio                      | Fecha         | Hora    |
| --------------- | --------- | ------------- | ---------------------------- | ------------- | ------- |
| PSV Eindhoven   | 6 – 0     | Emmen         | Philips Stadion              | 20 de octubre | 18:30   |
| Excelsior       | 2 – 0     | Vitesse       | Van Donge & De Roo Stadion   | 20 de octubre | 18:30   |
| Heerenveen      | 0 – 4     | Ajax          | Abe Lenstra Stadion          | 20 de octubre | 20:45   |
| Utrecht         | 2 – 1     | AZ Alkmaar    | Stadion Galgenwaard          | 20 de octubre | 20:45   |
| NAC Breda       | 2 – 2     | Willem II     | Rat Verlegh Stadion          | 21 de octubre | 12:15   |
| Feyenoord       | 3 – 0     | PEC Zwolle    | Stadion Feijenoord - De Kuip | 21 de octubre | 14:30   |
| Heracles Almelo | 4 – 1     | Groningen     | Polman Stadion               | 21 de octubre | 14:30   |
| VVV-Venlo       | 2 – 0     | ADO Den Haag  | Seacon Stadion - De Koel     | 21 de octubre | 14:30   |
| Fortuna Sittard | 3 – 1     | De Graafschap | Fortuna Sittard Stadion      | 21 de octubre | 16:45   |

| Fecha 10      | Fecha 10  | Fecha 10        | Fecha 10                         | Fecha 10      | Fecha 10 |
| Local         | Resultado | Visitante       | Estadio                          | Fecha         | Hora     |
| ------------- | --------- | --------------- | -------------------------------- | ------------- | -------- |
| Emmen         | 1 – 1     | VVV-Venlo       | De Oude Meerdijk                 | 26 de octubre | 20:00    |
| ADO Den Haag  | 1 – 1     | NAC Breda       | Cars Jeans Stadion               | 27 de octubre | 18:30    |
| Groningen     | 1 – 2     | PSV Eindhoven   | Hitachi Capital Mobility Stadion | 27 de octubre | 19:45    |
| De Graafschap | 4 – 1     | Excelsior       | Stadion De Vijverberg            | 27 de octubre | 19:45    |
| PEC Zwolle    | 1 – 1     | Heracles Almelo | MAC³PARK Stadion                 | 27 de octubre | 20:45    |
| Vitesse       | 2 – 1     | Fortuna Sittard | GelreDome                        | 28 de octubre | 12:15    |
| Ajax          | 3 – 0     | Feyenoord       | Johan Cruyff ArenA               | 28 de octubre | 14:30    |
| Willem II     | 0 – 1     | Utrecht         | Koning Willem II Stadion         | 28 de octubre | 14:30    |
| AZ Alkmaar    | 2 – 3     | Heerenveen      | AFAS Stadion                     | 28 de octubre | 16:45    |

| Fecha 11        | Fecha 11  | Fecha 11        | Fecha 11                     | Fecha 11       | Fecha 11 |
| Local           | Resultado | Visitante       | Estadio                      | Fecha          | Hora     |
| --------------- | --------- | --------------- | ---------------------------- | -------------- | -------- |
| Excelsior       | 2 – 4     | Groningen       | Van Donge & De Roo Stadion   | 2 de noviembre | 20:00    |
| PSV Eindhoven   | 1 – 0     | Vitesse         | Philips Stadion              | 3 de noviembre | 18:30    |
| NAC Breda       | 2 – 1     | Heracles Almelo | Rat Verlegh Stadion          | 3 de noviembre | 18:30    |
| AZ Alkmaar      | 1 – 0     | De Graafschap   | AFAS Stadion                 | 3 de noviembre | 20:45    |
| Ajax            | 2 – 0     | Willem II       | Johan Cruyff ArenA           | 3 de noviembre | 20:45    |
| Heerenveen      | 1 – 1     | Emmen           | Abe Lenstra Stadion          | 4 de noviembre | 12:15    |
| Fortuna Sittard | 3 – 0     | PEC Zwolle      | Fortuna Sittard Stadion      | 4 de noviembre | 14:30    |
| Utrecht         | 3 – 0     | ADO Den Haag    | Stadion Galgenwaard          | 4 de noviembre | 14:30    |
| Feyenoord       | 4 – 1     | VVV-Venlo       | Stadion Feijenoord - De Kuip | 6 de diciembre | 20:00    |

| Fecha 12        | Fecha 12  | Fecha 12        | Fecha 12                         | Fecha 12        | Fecha 12 |
| Local           | Resultado | Visitante       | Estadio                          | Fecha           | Hora     |
| --------------- | --------- | --------------- | -------------------------------- | --------------- | -------- |
| PEC Zwolle      | 2 – 3     | Willem II       | MAC³PARK Stadion                 | 9 de noviembre  | 20:00    |
| Emmen           | 2 – 0     | NAC Breda       | De Oude Meerdijk                 | 10 de noviembre | 18:30    |
| Vitesse         | 2 – 1     | Utrecht         | GelreDome                        | 10 de noviembre | 19:45    |
| De Graafschap   | 1 – 4     | PSV Eindhoven   | Stadion De Vijverberg            | 10 de noviembre | 19:45    |
| VVV-Venlo       | 3 – 2     | Fortuna Sittard | Seacon Stadion - De Koel         | 10 de noviembre | 20:45    |
| Groningen       | 2 – 0     | Heerenveen      | Hitachi Capital Mobility Stadion | 11 de noviembre | 12:15    |
| ADO Den Haag    | 0 – 1     | AZ Alkmaar      | Cars Jeans Stadion               | 11 de noviembre | 14:30    |
| Excelsior       | 1 – 7     | Ajax            | Van Donge & De Roo Stadion       | 11 de noviembre | 14:30    |
| Heracles Almelo | 0 – 2     | Feyenoord       | Polman Stadion                   | 11 de noviembre | 16:45    |

| Fecha 13        | Fecha 13  | Fecha 13        | Fecha 13                     | Fecha 13        | Fecha 13 |
| Local           | Resultado | Visitante       | Estadio                      | Fecha           | Hora     |
| --------------- | --------- | --------------- | ---------------------------- | --------------- | -------- |
| PEC Zwolle      | 2 – 3     | ADO Den Haag    | MAC³PARK Stadion             | 24 de noviembre | 18:30    |
| NAC Breda       | 0 – 3     | Ajax            | Rat Verlegh Stadion          | 24 de noviembre | 18:30    |
| Fortuna Sittard | 3 – 0     | Heracles Almelo | Fortuna Sittard Stadion      | 24 de noviembre | 20:45    |
| PSV Eindhoven   | 3 – 0     | Heerenveen      | Philips Stadion              | 24 de noviembre | 20:45    |
| Emmen           | 1 – 2     | Excelsior       | De Oude Meerdijk             | 25 de noviembre | 12:15    |
| Feyenoord       | 1 – 0     | Groningen       | Stadion Feijenoord - De Kuip | 25 de noviembre | 14:30    |
| Willem II       | 1 – 3     | Vitesse         | Koning Willem II Stadion     | 25 de noviembre | 14:30    |
| Utrecht         | 5 – 0     | De Graafschap   | Stadion Galgenwaard          | 25 de noviembre | 14:30    |
| VVV-Venlo       | 2 – 2     | AZ Alkmaar      | Seacon Stadion - De Koel     | 25 de noviembre | 16:45    |

| Fecha 14        | Fecha 14  | Fecha 14        | Fecha 14                         | Fecha 14        | Fecha 14 |
| Local           | Resultado | Visitante       | Estadio                          | Fecha           | Hora     |
| --------------- | --------- | --------------- | -------------------------------- | --------------- | -------- |
| Excelsior       | 3 – 3     | Utrecht         | Van Donge & De Roo Stadion       | 30 de noviembre | 20:00    |
| Vitesse         | 1 – 1     | Emmen           | GelreDome                        | 1 de diciembre  | 18:30    |
| AZ Alkmaar      | 0 – 2     | Willem II       | AFAS Stadion                     | 1 de diciembre  | 19:45    |
| De Graafschap   | 0 – 2     | PEC Zwolle      | Stadion De Vijverberg            | 1 de diciembre  | 19:45    |
| Heerenveen      | 3 – 1     | Fortuna Sittard | Abe Lenstra Stadion              | 1 de diciembre  | 20:45    |
| Ajax            | 5 – 1     | ADO Den Haag    | Johan Cruyff ArenA               | 2 de diciembre  | 12:15    |
| Feyenoord       | 2 – 1     | PSV Eindhoven   | Stadion Feijenoord - De Kuip     | 2 de diciembre  | 14:30    |
| Heracles Almelo | 4 – 1     | VVV-Venlo       | Polman Stadion                   | 2 de diciembre  | 14:30    |
| Groningen       | 5 – 2     | NAC Breda       | Hitachi Capital Mobility Stadion | 2 de diciembre  | 16:45    |

| Fecha 15        | Fecha 15  | Fecha 15        | Fecha 15                 | Fecha 15       | Fecha 15 |
| Local           | Resultado | Visitante       | Estadio                  | Fecha          | Hora     |
| --------------- | --------- | --------------- | ------------------------ | -------------- | -------- |
| Fortuna Sittard | 0 – 3     | AZ Alkmaar      | Fortuna Sittard Stadion  | 7 de diciembre | 18:30    |
| PSV Eindhoven   | 6 – 0     | Excelsior       | Philips Stadion          | 7 de diciembre | 20:45    |
| Willem II       | 1 – 5     | Heerenveen      | Koning Willem II Stadion | 8 de diciembre | 18:30    |
| PEC Zwolle      | 1 – 4     | Ajax            | MAC³PARK Stadion         | 8 de diciembre | 19:45    |
| ADO Den Haag    | 0 – 0     | De Graafschap   | Cars Jeans Stadion       | 8 de diciembre | 20:45    |
| Utrecht         | 3 – 1     | Heracles Almelo | Stadion Galgenwaard      | 9 de diciembre | 12:15    |
| Emmen           | 1 – 4     | Feyenoord       | De Oude Meerdijk         | 9 de diciembre | 14:30    |
| VVV-Venlo       | 0 – 0     | Groningen       | Seacon Stadion - De Koel | 9 de diciembre | 14:30    |
| NAC Breda       | 2 – 1     | Vitesse         | Rat Verlegh Stadion      | 9 de diciembre | 16:45    |

| Fecha 16        | Fecha 16  | Fecha 16        | Fecha 16                         | Fecha 16        | Fecha 16 |
| Local           | Resultado | Visitante       | Estadio                          | Fecha           | Hora     |
| --------------- | --------- | --------------- | -------------------------------- | --------------- | -------- |
| Willem II       | 0 – 3     | ADO Den Haag    | Koning Willem II Stadion         | 14 de diciembre | 20:00    |
| PEC Zwolle      | 0 – 0     | NAC Breda       | MAC³PARK Stadion                 | 15 de diciembre | 18:30    |
| AZ Alkmaar      | 2 – 1     | Excelsior       | AFAS Stadion                     | 15 de diciembre | 19:45    |
| Heracles Almelo | 0 – 4     | PSV Eindhoven   | Polman Stadion                   | 15 de diciembre | 19:45    |
| Vitesse         | 2 – 1     | VVV-Venlo       | GelreDome                        | 15 de diciembre | 20:45    |
| Heerenveen      | 2 – 3     | Utrecht         | Abe Lenstra Stadion              | 16 de diciembre | 12:15    |
| Groningen       | 1 – 2     | Emmen           | Hitachi Capital Mobility Stadion | 16 de diciembre | 14:30    |
| Ajax            | 8 – 0     | De Graafschap   | Johan Cruyff ArenA               | 16 de diciembre | 14:30    |
| Feyenoord       | 0 – 2     | Fortuna Sittard | Stadion Feijenoord - De Kuip     | 16 de diciembre | 16:45    |

| Fecha 17        | Fecha 17  | Fecha 17        | Fecha 17                   | Fecha 17        | Fecha 17 |
| Local           | Resultado | Visitante       | Estadio                    | Fecha           | Hora     |
| --------------- | --------- | --------------- | -------------------------- | --------------- | -------- |
| VVV-Venlo       | 2 – 0     | PEC Zwolle      | Seacon Stadion - De Koel   | 21 de diciembre | 20:00    |
| Fortuna Sittard | 0 – 0     | Groningen       | Fortuna Sittard Stadion    | 22 de diciembre | 18:30    |
| PSV Eindhoven   | 3 – 1     | AZ Alkmaar      | Philips Stadion            | 22 de diciembre | 19:45    |
| NAC Breda       | 4 – 2     | Heerenveen      | Rat Verlegh Stadion        | 22 de diciembre | 19:45    |
| Excelsior       | 0 – 3     | Heracles Almelo | Van Donge & De Roo Stadion | 22 de diciembre | 20:45    |
| Utrecht         | 1 – 3     | Ajax            | Stadion Galgenwaard        | 23 de diciembre | 12:15    |
| ADO Den Haag    | 2 – 2     | Feyenoord       | Cars Jeans Stadion         | 23 de diciembre | 14:30    |
| De Graafschap   | 2 – 2     | Vitesse         | Stadion De Vijverberg      | 23 de diciembre | 14:30    |
| Emmen           | 0 – 2     | Willem II       | De Oude Meerdijk           | 23 de diciembre | 16:45    |

### Segunda vuelta
| Fecha 18      | Fecha 18  | Fecha 18        | Fecha 18                         | Fecha 18    | Fecha 18 |
| Local         | Resultado | Visitante       | Estadio                          | Fecha       | Hora     |
| ------------- | --------- | --------------- | -------------------------------- | ----------- | -------- |
| Vitesse       | 3 – 2     | Excelsior       | GelreDome                        | 18 de enero | 20:00    |
| AZ Alkmaar    | 3 – 0     | Utrecht         | AFAS Stadion                     | 19 de enero | 18:30    |
| ADO Den Haag  | 2 – 4     | VVV-Venlo       | Cars Jeans Stadion               | 19 de enero | 19:45    |
| PEC Zwolle    | 3 – 1     | Feyenoord       | MAC³PARK Stadion                 | 19 de enero | 19:45    |
| Groningen     | 3 – 0     | Heracles Almelo | Hitachi Capital Mobility Stadion | 19 de enero | 20:45    |
| Willem II     | 2 – 0     | NAC Breda       | Koning Willem II Stadion         | 20 de enero | 12:15    |
| Emmen         | 2 – 2     | PSV Eindhoven   | De Oude Meerdijk                 | 20 de enero | 14:30    |
| De Graafschap | 5 – 1     | Fortuna Sittard | Stadion De Vijverberg            | 20 de enero | 14:30    |
| Ajax          | 4 – 4     | Heerenveen      | Johan Cruyff ArenA               | 20 de enero | 16:45    |

| Fecha 19        | Fecha 19  | Fecha 19      | Fecha 19                     | Fecha 19    | Fecha 19 |
| Local           | Resultado | Visitante     | Estadio                      | Fecha       | Hora     |
| --------------- | --------- | ------------- | ---------------------------- | ----------- | -------- |
| NAC Breda       | 1 – 1     | ADO Den Haag  | Rat Verlegh Stadion          | 25 de enero | 20:00    |
| Heracles Almelo | 0 – 2     | PEC Zwolle    | Polman Stadion               | 26 de enero | 18:30    |
| PSV Eindhoven   | 2 – 1     | Groningen     | Philips Stadion              | 26 de enero | 19:45    |
| Excelsior       | 2 – 0     | De Graafschap | Van Donge & De Roo Stadion   | 26 de enero | 19:45    |
| VVV-Venlo       | 2 – 3     | Emmen         | Covebo Stadion - De Koel     | 26 de enero | 20:45    |
| Fortuna Sittard | 2 – 1     | Vitesse       | Fortuna Sittard Stadion      | 27 de enero | 12:15    |
| Feyenoord       | 6 – 2     | Ajax          | Stadion Feijenoord - De Kuip | 27 de enero | 14:30    |
| Utrecht         | 0 – 1     | Willem II     | Stadion Galgenwaard          | 27 de enero | 14:30    |
| Heerenveen      | 0 – 2     | AZ Alkmaar    | Abe Lenstra Stadion          | 27 de enero | 16:45    |

| Fecha 20      | Fecha 20  | Fecha 20        | Fecha 20                   | Fecha 20     | Fecha 20 |
| Local         | Resultado | Visitante       | Estadio                    | Fecha        | Hora     |
| ------------- | --------- | --------------- | -------------------------- | ------------ | -------- |
| De Graafschap | 3 – 0     | NAC Breda       | Stadion De Vijverberg      | 1 de febrero | 20:00    |
| Vitesse       | 2 – 2     | Heerenveen      | GelreDome                  | 2 de febrero | 18:30    |
| Ajax          | 6 – 0     | VVV-Venlo       | Johan Cruyff ArenA         | 2 de febrero | 19:45    |
| Willem II     | 1 – 2     | Groningen       | Koning Willem II Stadion   | 2 de febrero | 19:45    |
| AZ Alkmaar    | 5 – 0     | Emmen           | AFAS Stadion               | 2 de febrero | 20:45    |
| Excelsior     | 2 – 1     | Feyenoord       | Van Donge & De Roo Stadion | 3 de febrero | 12:15    |
| PEC Zwolle    | 4 – 3     | Utrecht         | MAC³PARK Stadion           | 3 de febrero | 14:30    |
| PSV Eindhoven | 5 – 0     | Fortuna Sittard | Philips Stadion            | 3 de febrero | 14:30    |
| ADO Den Haag  | 2 – 0     | Heracles Almelo | Cars Jeans Stadion         | 3 de febrero | 16:45    |

| Fecha 21        | Fecha 21  | Fecha 21      | Fecha 21                         | Fecha 21      | Fecha 21 |
| Local           | Resultado | Visitante     | Estadio                          | Fecha         | Hora     |
| --------------- | --------- | ------------- | -------------------------------- | ------------- | -------- |
| NAC Breda       | 0 – 3     | AZ Alkmaar    | Rat Verlegh Stadion              | 8 de febrero  | 20:00    |
| Heerenveen      | 1 – 1     | PEC Zwolle    | Abe Lenstra Stadion              | 9 de febrero  | 18:30    |
| Heracles Almelo | 1 – 0     | Ajax          | Polman Stadion                   | 9 de febrero  | 18:30    |
| VVV-Venlo       | 2 – 1     | Willem II     | Covebo Stadion - De Koel         | 9 de febrero  | 20:45    |
| Feyenoord       | 4 – 0     | De Graafschap | Stadion Feijenoord - De Kuip     | 9 de febrero  | 20:45    |
| Fortuna Sittard | 4 – 1     | Excelsior     | Fortuna Sittard Stadion          | 10 de febrero | 12:15    |
| Emmen           | 3 – 2     | ADO Den Haag  | De Oude Meerdijk                 | 10 de febrero | 14:30    |
| Groningen       | 2 – 1     | Vitesse       | Hitachi Capital Mobility Stadion | 10 de febrero | 14:30    |
| Utrecht         | 2 – 2     | PSV Eindhoven | Stadion Galgenwaard              | 10 de febrero | 16:45    |

| Fecha 22        | Fecha 22  | Fecha 22        | Fecha 22                         | Fecha 22      | Fecha 22 |
| Local           | Resultado | Visitante       | Estadio                          | Fecha         | Hora     |
| --------------- | --------- | --------------- | -------------------------------- | ------------- | -------- |
| ADO Den Haag    | 1 – 0     | PEC Zwolle      | Cars Jeans Stadion               | 15 de febrero | 20:00    |
| AZ Alkmaar      | 3 – 0     | VVV-Venlo       | AFAS Stadion                     | 16 de febrero | 18:30    |
| Heerenveen      | 2 – 2     | PSV Eindhoven   | Abe Lenstra Stadion              | 16 de febrero | 19:45    |
| Heracles Almelo | 6 – 0     | Fortuna Sittard | Polman Stadion                   | 16 de febrero | 19:45    |
| Vitesse         | 3 – 2     | Willem II       | GelreDome                        | 16 de febrero | 20:45    |
| Ajax            | 5 – 0     | NAC Breda       | Johan Cruyff ArenA               | 17 de febrero | 12:15    |
| Groningen       | 1 – 0     | Feyenoord       | Hitachi Capital Mobility Stadion | 17 de febrero | 14:30    |
| Excelsior       | 2 – 1     | Emmen           | Van Donge & De Roo Stadion       | 17 de febrero | 14:30    |
| De Graafschap   | 0 – 1     | Utrecht         | Stadion De Vijverberg            | 17 de febrero | 16:45    |

| Fecha 23        | Fecha 23  | Fecha 23        | Fecha 23                 | Fecha 23      | Fecha 23 |
| Local           | Resultado | Visitante       | Estadio                  | Fecha         | Hora     |
| --------------- | --------- | --------------- | ------------------------ | ------------- | -------- |
| VVV-Venlo       | 0 – 1     | Heracles Almelo | Covebo Stadion - De Koel | 22 de febrero | 20:00    |
| Utrecht         | 0 – 0     | Excelsior       | Stadion Galgenwaard      | 23 de febrero | 18:30    |
| Fortuna Sittard | 2 – 4     | Heerenveen      | Fortuna Sittard Stadion  | 23 de febrero | 19:45    |
| PEC Zwolle      | 0 – 3     | De Graafschap   | MAC³PARK Stadion         | 23 de febrero | 19:45    |
| NAC Breda       | 0 – 0     | Groningen       | Rat Verlegh Stadion      | 23 de febrero | 20:45    |
| ADO Den Haag    | 1 – 5     | Ajax            | Cars Jeans Stadion       | 24 de febrero | 12:15    |
| Emmen           | 0 – 3     | Vitesse         | De Oude Meerdijk         | 24 de febrero | 14:30    |
| PSV Eindhoven   | 1 – 1     | Feyenoord       | Philips Stadion          | 24 de febrero | 14:30    |
| Willem II       | 2 – 1     | AZ Alkmaar      | Koning Willem II Stadion | 24 de febrero | 16:45    |

| Fecha 24        | Fecha 24  | Fecha 24        | Fecha 24                         | Fecha 24    | Fecha 24 |
| Local           | Resultado | Visitante       | Estadio                          | Fecha       | Hora     |
| --------------- | --------- | --------------- | -------------------------------- | ----------- | -------- |
| De Graafschap   | 1 – 1     | ADO Den Haag    | Stadion De Vijverberg            | 1 de marzo  | 20:00    |
| Heracles Almelo | 1 – 5     | Utrecht         | Polman Stadion                   | 2 de marzo  | 18:30    |
| Excelsior       | 0 – 2     | PSV Eindhoven   | Van Donge & De Roo Stadion       | 2 de marzo  | 19:45    |
| Vitesse         | 4 – 1     | NAC Breda       | GelreDome                        | 2 de marzo  | 20:45    |
| Heerenveen      | 4 – 2     | Willem II       | Abe Lenstra Stadion              | 3 de marzo  | 14:30    |
| Groningen       | 3 – 2     | VVV-Venlo       | Hitachi Capital Mobility Stadion | 3 de marzo  | 14:30    |
| AZ Alkmaar      | 4 – 2     | Fortuna Sittard | AFAS Stadion                     | 3 de marzo  | 16:45    |
| Feyenoord       | 4 – 0     | Emmen           | Stadion Feijenoord - De Kuip     | 3 de marzo  | 16:45    |
| Ajax            | 2 – 1     | PEC Zwolle      | Johan Cruyff ArenA               | 13 de marzo | 18:30    |

| Fecha 25      | Fecha 25  | Fecha 25        | Fecha 25                 | Fecha 25    | Fecha 25 |
| Local         | Resultado | Visitante       | Estadio                  | Fecha       | Hora     |
| ------------- | --------- | --------------- | ------------------------ | ----------- | -------- |
| Utrecht       | 0 – 0     | Groningen       | Stadion Galgenwaard      | 8 de marzo  | 20:00    |
| VVV-Venlo     | 1 – 0     | Excelsior       | Covebo Stadion - De Koel | 9 de marzo  | 18:30    |
| ADO Den Haag  | 2 – 3     | Heerenveen      | Cars Jeans Stadion       | 9 de marzo  | 19:45    |
| PSV Eindhoven | 2 – 0     | NAC Breda       | Philips Stadion          | 9 de marzo  | 19:45    |
| Willem II     | 3 – 2     | De Graafschap   | Koning Willem II Stadion | 9 de marzo  | 20:45    |
| PEC Zwolle    | 0 – 0     | AZ Alkmaar      | MAC³PARK Stadion         | 10 de marzo | 12:15    |
| Emmen         | 1 – 1     | Heracles Almelo | De Oude Meerdijk         | 10 de marzo | 14:30    |
| Vitesse       | 1 – 1     | Feyenoord       | GelreDome                | 10 de marzo | 14:30    |
| Ajax          | 4 – 0     | Fortuna Sittard | Johan Cruyff ArenA       | 10 de marzo | 16:45    |

| Fecha 26        | Fecha 26  | Fecha 26      | Fecha 26                         | Fecha 26    | Fecha 26 |
| Local           | Resultado | Visitante     | Estadio                          | Fecha       | Hora     |
| --------------- | --------- | ------------- | -------------------------------- | ----------- | -------- |
| Fortuna Sittard | 3 – 1     | Emmen         | Fortuna Sittard Stadion          | 15 de marzo | 20:00    |
| Heerenveen      | 0 – 3     | De Graafschap | Abe Lenstra Stadion              | 16 de marzo | 18:30    |
| Feyenoord       | 2 – 3     | Willem II     | Stadion Feijenoord - De Kuip     | 16 de marzo | 19:45    |
| NAC Breda       | 0 – 4     | Utrecht       | Rat Verlegh Stadion              | 16 de marzo | 19:45    |
| Heracles Almelo | 3 – 2     | Vitesse       | Polman Stadion                   | 16 de marzo | 20:45    |
| VVV-Venlo       | 0 – 1     | PSV Eindhoven | Covebo Stadion - De Koel         | 17 de marzo | 12:15    |
| AZ Alkmaar      | 1 – 0     | Ajax          | AFAS Stadion                     | 17 de marzo | 14:30    |
| Groningen       | 1 – 0     | ADO Den Haag  | Hitachi Capital Mobility Stadion | 17 de marzo | 14:30    |
| Excelsior       | 0 – 2     | PEC Zwolle    | Van Donge & De Roo Stadion       | 17 de marzo | 16:45    |

| Fecha 27      | Fecha 27  | Fecha 27        | Fecha 27                 | Fecha 27    | Fecha 27 |
| Local         | Resultado | Visitante       | Estadio                  | Fecha       | Hora     |
| ------------- | --------- | --------------- | ------------------------ | ----------- | -------- |
| ADO Den Haag  | 3 – 3     | Vitesse         | Cars Jeans Stadion       | 30 de marzo | 18:30    |
| Willem II     | 3 – 2     | Fortuna Sittard | Koning Willem II Stadion | 30 de marzo | 18:30    |
| De Graafschap | 1 – 2     | Heracles Almelo | Stadion De Vijverberg    | 30 de marzo | 19:45    |
| Heerenveen    | 1 – 0     | Excelsior       | Abe Lenstra Stadion      | 30 de marzo | 20:45    |
| AZ Alkmaar    | 1 – 0     | Groningen       | AFAS Stadion             | 30 de marzo | 20:45    |
| NAC Breda     | 1 – 1     | VVV-Venlo       | Rat Verlegh Stadion      | 31 de marzo | 12:15    |
| PEC Zwolle    | 3 – 0     | Emmen           | MAC³PARK Stadion         | 31 de marzo | 14:30    |
| Utrecht       | 3 – 2     | Feyenoord       | Stadion Galgenwaard      | 31 de marzo | 14:30    |
| Ajax          | 3 – 1     | PSV Eindhoven   | Johan Cruyff ArenA       | 31 de marzo | 16:45    |

| Fecha 28        | Fecha 28  | Fecha 28      | Fecha 28                         | Fecha 28   | Fecha 28 |
| Local           | Resultado | Visitante     | Estadio                          | Fecha      | Hora     |
| --------------- | --------- | ------------- | -------------------------------- | ---------- | -------- |
| Vitesse         | 2 – 2     | AZ Alkmaar    | GelreDome                        | 2 de abril | 18:30    |
| Heracles Almelo | 3 – 4     | Willem II     | Polman Stadion                   | 2 de abril | 19:45    |
| Groningen       | 1 – 0     | De Graafschap | Hitachi Capital Mobility Stadion | 2 de abril | 20:45    |
| VVV-Venlo       | 2 – 6     | Utrecht       | Covebo Stadion - De Koel         | 3 de abril | 18:30    |
| Fortuna Sittard | 0 – 0     | ADO Den Haag  | Fortuna Sittard Stadion          | 3 de abril | 19:45    |
| Excelsior       | 1 – 2     | NAC Breda     | Van Donge & De Roo Stadion       | 3 de abril | 19:45    |
| Emmen           | 2 – 5     | Ajax          | De Oude Meerdijk                 | 3 de abril | 20:45    |
| PSV Eindhoven   | 4 – 0     | PEC Zwolle    | Philips Stadion                  | 4 de abril | 18:30    |
| Feyenoord       | 3 – 0     | Heerenveen    | Stadion Feijenoord - De Kuip     | 4 de abril | 20:45    |

| Fecha 29        | Fecha 29  | Fecha 29        | Fecha 29                         | Fecha 29   | Fecha 29 |
| Local           | Resultado | Visitante       | Estadio                          | Fecha      | Hora     |
| --------------- | --------- | --------------- | -------------------------------- | ---------- | -------- |
| ADO Den Haag    | 5 – 0     | Utrecht         | Cars Jeans Stadion               | 6 de abril | 18:30    |
| Willem II       | 1 – 4     | Ajax            | Koning Willem II Stadion         | 6 de abril | 18:30    |
| Groningen       | 1 – 0     | Excelsior       | Hitachi Capital Mobility Stadion | 6 de abril | 19:45    |
| Heracles Almelo | 1 – 0     | NAC Breda       | Polman Stadion                   | 6 de abril | 20:45    |
| De Graafschap   | 1 – 1     | AZ Alkmaar      | Stadion De Vijverberg            | 6 de abril | 20:45    |
| Emmen           | 2 – 0     | Heerenveen      | De Oude Meerdijk                 | 7 de abril | 12:15    |
| VVV-Venlo       | 0 – 3     | Feyenoord       | Covebo Stadion - De Koel         | 7 de abril | 14:30    |
| PEC Zwolle      | 5 – 0     | Fortuna Sittard | MAC³PARK Stadion                 | 7 de abril | 14:30    |
| Vitesse         | 3 – 3     | PSV Eindhoven   | GelreDome                        | 7 de abril | 16:45    |

| Fecha 30        | Fecha 30  | Fecha 30        | Fecha 30                     | Fecha 30    | Fecha 30 |
| Local           | Resultado | Visitante       | Estadio                      | Fecha       | Hora     |
| --------------- | --------- | --------------- | ---------------------------- | ----------- | -------- |
| NAC Breda       | 1 – 1     | Emmen           | Rat Verlegh Stadion          | 12 de abril | 20:00    |
| AZ Alkmaar      | 2 – 3     | ADO Den Haag    | AFAS Stadion                 | 13 de abril | 18:30    |
| Ajax            | 6 – 2     | Excelsior       | Johan Cruyff ArenA           | 13 de abril | 18:30    |
| Feyenoord       | 2 – 1     | Heracles Almelo | Stadion Feijenoord - De Kuip | 13 de abril | 20:45    |
| Fortuna Sittard | 1 – 1     | VVV-Venlo       | Fortuna Sittard Stadion      | 13 de abril | 20:45    |
| PSV Eindhoven   | 2 – 1     | De Graafschap   | Philips Stadion              | 14 de abril | 12:15    |
| Heerenveen      | 1 – 1     | Groningen       | Abe Lenstra Stadion          | 14 de abril | 14:30    |
| Willem II       | 2 – 0     | PEC Zwolle      | Koning Willem II Stadion     | 14 de abril | 14:30    |
| Utrecht         | 0 – 0     | Vitesse         | Stadion Galgenwaard          | 14 de abril | 16:45    |

| Fecha 31        | Fecha 31  | Fecha 31      | Fecha 31                         | Fecha 31    | Fecha 31 |
| Local           | Resultado | Visitante     | Estadio                          | Fecha       | Hora     |
| --------------- | --------- | ------------- | -------------------------------- | ----------- | -------- |
| Heracles Almelo | 2 – 1     | Heerenveen    | Polman Stadion                   | 19 de abril | 20:00    |
| Emmen           | 2 – 0     | Utrecht       | De Oude Meerdijk                 | 20 de abril | 18:30    |
| Groningen       | 0 – 1     | Ajax          | Hitachi Capital Mobility Stadion | 20 de abril | 18:30    |
| Vitesse         | 4 – 1     | PEC Zwolle    | GelreDome                        | 20 de abril | 19:45    |
| VVV-Venlo       | 4 – 1     | De Graafschap | Covebo Stadion - De Koel         | 20 de abril | 20:45    |
| Feyenoord       | 2 – 1     | AZ Alkmaar    | Stadion Feijenoord - De Kuip     | 20 de abril | 20:45    |
| Excelsior       | 1 – 1     | Willem II     | Van Donge & De Roo Stadion       | 21 de abril | 12:15    |
| Fortuna Sittard | 2 – 1     | NAC Breda     | Fortuna Sittard Stadion          | 21 de abril | 14:30    |
| PSV Eindhoven   | 3 – 1     | ADO Den Haag  | Philips Stadion                  | 21 de abril | 16:45    |

| Fecha 32      | Fecha 32  | Fecha 32        | Fecha 32                 | Fecha 32    | Fecha 32 |
| Local         | Resultado | Visitante       | Estadio                  | Fecha       | Hora     |
| ------------- | --------- | --------------- | ------------------------ | ----------- | -------- |
| De Graafschap | 1 – 0     | Emmen           | Stadion De Vijverberg    | 23 de abril | 18:30    |
| Heerenveen    | 2 – 2     | VVV-Venlo       | Abe Lenstra Stadion      | 23 de abril | 19:45    |
| AZ Alkmaar    | 2 – 1     | Heracles Almelo | AFAS Stadion             | 23 de abril | 19:45    |
| Ajax          | 4 – 2     | Vitesse         | Johan Cruyff ArenA       | 23 de abril | 20:45    |
| Utrecht       | 2 – 1     | Fortuna Sittard | Stadion Galgenwaard      | 24 de abril | 19:45    |
| NAC Breda     | 0 – 4     | Feyenoord       | Rat Verlegh Stadion      | 24 de abril | 20:45    |
| ADO Den Haag  | 3 – 1     | Excelsior       | Cars Jeans Stadion       | 25 de abril | 18:30    |
| Willem II     | 0 – 3     | PSV Eindhoven   | Koning Willem II Stadion | 25 de abril | 20:45    |
| PEC Zwolle    | 3 – 2     | Groningen       | MAC³PARK Stadion         | 29 de abril | 20:00    |

| Fecha 33        | Fecha 33  | Fecha 33        | Fecha 33                         | Fecha 33   | Fecha 33 |
| Local           | Resultado | Visitante       | Estadio                          | Fecha      | Hora     |
| --------------- | --------- | --------------- | -------------------------------- | ---------- | -------- |
| Heerenveen      | 2 – 1     | NAC Breda       | Abe Lenstra Stadion              | 12 de mayo | 14:30    |
| AZ Alkmaar      | 1 – 0     | PSV Eindhoven   | AFAS Stadion                     | 12 de mayo | 14:30    |
| Feyenoord       | 0 – 2     | ADO Den Haag    | Stadion Feijenoord - De Kuip     | 12 de mayo | 14:30    |
| Vitesse         | 6 – 1     | De Graafschap   | GelreDome                        | 12 de mayo | 14:30    |
| Groningen       | 3 – 0     | Fortuna Sittard | Hitachi Capital Mobility Stadion | 12 de mayo | 14:30    |
| Ajax            | 4 – 1     | Utrecht         | Johan Cruyff ArenA               | 12 de mayo | 14:30    |
| Willem II       | 2 – 3     | Emmen           | Koning Willem II Stadion         | 12 de mayo | 14:30    |
| PEC Zwolle      | 2 – 4     | VVV-Venlo       | MAC³PARK Stadion                 | 12 de mayo | 14:30    |
| Heracles Almelo | 4 – 5     | Excelsior       | Polman Stadion                   | 12 de mayo | 14:30    |

| Fecha 34        | Fecha 34  | Fecha 34        | Fecha 34                   | Fecha 34   | Fecha 34 |
| Local           | Resultado | Visitante       | Estadio                    | Fecha      | Hora     |
| --------------- | --------- | --------------- | -------------------------- | ---------- | -------- |
| ADO Den Haag    | 6 – 2     | Willem II       | Cars Jeans Stadion         | 15 de mayo | 19:30    |
| VVV-Venlo       | 1 – 3     | Vitesse         | Covebo Stadion - De Koel   | 15 de mayo | 19:30    |
| Emmen           | 1 – 0     | Groningen       | De Oude Meerdijk           | 15 de mayo | 19:30    |
| Fortuna Sittard | 1 – 4     | Feyenoord       | Fortuna Sittard Stadion    | 15 de mayo | 19:30    |
| PSV Eindhoven   | 3 – 1     | Heracles Almelo | Philips Stadion            | 15 de mayo | 19:30    |
| NAC Breda       | 0 – 0     | PEC Zwolle      | Rat Verlegh Stadion        | 15 de mayo | 19:30    |
| De Graafschap   | 1 – 4     | Ajax (C)        | Stadion De Vijverberg      | 15 de mayo | 19:30    |
| Utrecht         | 3 – 1     | Heerenveen      | Stadion Galgenwaard        | 15 de mayo | 19:30    |
| Excelsior       | 4 – 2     | AZ Alkmaar      | Van Donge & De Roo Stadion | 15 de mayo | 19:30    |

|                         |
| Campeón Ajax 34º título |

## Estadísticas
| Pos.                                     | Jugador               | Equipo          | Part. | Anotado | Anotado · Penal | Prom. |
| ---------------------------------------- | --------------------- | --------------- | ----- | ------- | --------------- | ----- |
| 1.                                       | Luuk de Jong          | PSV Eindhoven   | 34    | 28      | 0               | 0.82  |
| 1.                                       | Dušan Tadić           | Ajax            | 34    | 28      | 11              | 0.82  |
| 3.                                       | Adrián Dalmau Vaquer  | Heracles Almelo | 31    | 19      | 0               | 0.61  |
| 4.                                       | Hirving Lozano        | PSV Eindhoven   | 30    | 17      | 4               | 0.57  |
| 4.                                       | Abdenasser El Khayati | ADO Den Haag    | 33    | 17      | 6               | 0.52  |
| 6.                                       | Robin van Persie      | Feyenoord       | 25    | 16      | 0               | 0.64  |
| 6.                                       | Klaas-Jan Huntelaar   | Ajax            | 28    | 16      | 1               | 0.57  |
| 6.                                       | Hakim Ziyech          | Ajax            | 29    | 16      | 0               | 0.55  |
| 6.                                       | Sam Lammers           | Heerenveen      | 31    | 16      | 5               | 0.52  |
| 6.                                       | Michel Vlap           | Heerenveen      | 34    | 16      | 0               | 0.47  |
| Última actualización: 15 de mayo de 2019 |                       |                 |       |         |                 |       |

| Pos.                                     | Jugador               | Equipo          | Part. | Asistencias | Prom. |
| ---------------------------------------- | --------------------- | --------------- | ----- | ----------- | ----- |
| 1.                                       | Hakim Ziyech          | Ajax            | 29    | 13          | 0.45  |
| 1.                                       | Dušan Tadić           | Ajax            | 34    | 13          | 0.38  |
| 3.                                       | Steven Berghuis       | Feyenoord       | 33    | 12          | 0.36  |
| 3.                                       | Steven Bergwijn       | PSV Eindhoven   | 33    | 12          | 0.36  |
| 3.                                       | Abdenasser El Khayati | ADO Den Haag    | 33    | 12          | 0.36  |
| 6.                                       | Martin Ødegaard       | Vitesse         | 31    | 10          | 0.32  |
| 6.                                       | Brandley Kuwas        | Heracles Almelo | 33    | 10          | 0.3   |
| 6.                                       | Donny van de Beek     | Ajax            | 34    | 10          | 0.29  |
| 9.                                       | Arbër Zeneli          | Heerenveen      | 17    | 9           | 0.53  |
| 9.                                       | Angeliño              | PSV Eindhoven   | 34    | 9           | 0.26  |
| Última actualización: 15 de mayo de 2019 |                       |                 |       |             |       |

### Tripletas o pókers
Aquí se encuentra la lista de tripletas o hat-tricks y póker de goles (en general, tres o más goles anotados por un jugador en un mismo encuentro) convertidos en la temporada.
| Nombre                | Club            | Goles                             | Rival           | Resultado | Fecha                   |
| --------------------- | --------------- | --------------------------------- | --------------- | --------- | ----------------------- |
| Fran Sol              | Willem II       | 34' · 52' · 52' · 70'             | Heracles Almelo | 5 – 0     | 26 de agosto de 2018    |
| Abdenasser El Khayati | ADO Den Haag    | 21' · 21' · 45+1' · 65' · 69'     | Excelsior       | 2 – 4     | 1 de septiembre de 2018 |
| Daley Blind           | Ajax            | 65' · 74' · 90'                   | De Graafschap   | 8 – 0     | 16 de diciembre de 2018 |
| Hakim Ziyech          | Ajax            | 32' · 62' · 69'                   | De Graafschap   | 8 – 0     | 16 de diciembre de 2018 |
| Fabian Serrarens      | De Graafschap   | 27' · 30' · 66'                   | Fortuna Sittard | 5 – 1     | 20 de enero de 2019     |
| Luuk de Jong          | PSV Eindhoven   | 54' · 76' · 87'                   | Fortuna Sittard | 5 – 0     | 3 de febrero de 2019    |
| Adrián Dalmau Vaquer  | Heracles Almelo | 1' · 51' · 60' · 78'              | Fortuna Sittard | 6 – 0     | 16 de febrero de 2019   |
| Robin van Persie      | Feyenoord       | 38' · 52' · 62'                   | Emmen           | 4 – 0     | 3 de marzo de 2019      |
| Alexander Isak        | Willem II       | 44' · 44' · 58' · 58' · 61' · 61' | Fortuna Sittard | 3 – 2     | 30 de marzo de 2019     |
| Thomas Buitink        | Vitesse         | 21' · 27' · 43'                   | ADO Den Haag    | 3 – 3     | 30 de marzo de 2019     |
| Klaas-Jan Huntelaar   | Ajax            | 10' · 40' · 65'                   | Excelsior       | 6 – 2     | 13 de abril de 2019     |
| Bryan Linssen         | Vitesse         | 9' · 47' · 77'                    | PEC Zwolle      | 4 – 1     | 20 de abril de 2019     |
| Adrián Dalmau Vaquer  | Heracles Almelo | 23' · 51' · 59'                   | Excelsior       | 4 – 5     | 12 de mayo de 2019      |
| Elías Ómarsson        | Excelsior       | 4' · 45' · 90+1'                  | Heracles Almelo | 4 – 5     | 12 de mayo de 2019      |
| Peniel Mlapa          | VVV-Venlo       | 54' · 57' · 75'                   | PEC Zwolle      | 2 – 4     | 12 de mayo de 2019      |

## Premios

### Galardones mensuales
La KNVB entrega unos premios mensuales a los mejores jugadores y a los nuevos talentos jóvenes apodados como «rookie».
| Mes        | Jugador del mes     | Jugador del mes | Rookie del mes    | Rookie del mes  |
| Mes        | Nombre              | Club            | Nombre            | Club            |
| ---------- | ------------------- | --------------- | ----------------- | --------------- |
| Agosto     | Robin van Persie    | Feyenoord       | Steven Bergwijn   | PSV Eindhoven   |
| Septiembre | Kristoffer Peterson | Heracles Almelo | Angeliño          | PSV Eindhoven   |
| Octubre    | Hakim Ziyech        | Ajax            | Michel Vlap       | Heerenveen      |
| Noviembre  | Nicolás Tagliafico  | Ajax            | Noussair Mazraoui | Ajax            |
| Diciembre  | Frenkie de Jong     | Ajax            | Steven Bergwijn   | PSV Eindhoven   |
| Enero      | Patrick Joosten     | VVV-Venlo       | Sam Lammers       | Heerenveen      |
| Febrero    | Frenkie de Jong     | Ajax            | Lazaros Lamprou   | Fortuna Sittard |
| Marzo      | Dušan Tadić         | Ajax            | Alexander Isak    | Willem II       |
| Abril      | Martin Ødegaard     | Vitesse         | Tyrell Malacia    | Feyenoord       |
| Mayo       | Elías Ómarsson      | Excelsior       | Martin Ødegaard   | Vitesse         |

## Play-offs

### Play-off para Liga Europea
|  | Semifinales | Semifinales     | Semifinales | Semifinales | Semifinales |   |            | Final      | Final | Final | Final | Final |  |
|  |             |                 |             |             |             |   |            |            |       |       |       |       |  |
|  |             |                 |             |             |             |   |            |            |       |       |       |       |  |
|  | 1           | Heracles Almelo | 0           | 0           | 0           |   |            |            |       |       |       |       |  |
|  | 1           | Heracles Almelo | 0           | 0           | 0           |   |            |            |       |       |       |       |  |
|  | 4           | FC Utrecht      | 2           | 3           | 5           |   |            |            |       |       |       |       |  |
|  | 4           | FC Utrecht      | 2           | 3           | 5           |   | FC Utrecht | FC Utrecht | 1     | 2     | 3     |       |  |
|  |             |                 |             |             |             |   | FC Utrecht | FC Utrecht | 1     | 2     | 3     |       |  |
|  |             |                 | Vitesse     | Vitesse     | 1           | 0 | 1          |            |       |       |       |       |  |
|  | 3           | Groningen       | Vitesse     | Vitesse     | 1           | 0 | 1          | 2          | 1     | 3     |       |       |  |
|  | 3           | Groningen       |             |             |             |   |            | 2          | 1     | 3     |       |       |  |
|  | 2           | Vitesse         | 1           | 3           | 4           |   |            |            |       |       |       |       |  |
|  | 2           | Vitesse         | 1           | 3           | 4           |   |            |            |       |       |       |       |  |
|  |             |                 |             |             |             |   |            |            |       |       |       |       |  |

#### Semifinales
| Heracles Almelo                                   | 0–2 | FC Utrecht      | Polman Stadion      | 18 de mayo | 18:30 |
| FC Utrecht                                        | 3–0 | Heracles Almelo | Stadion Galgenwaard | 21 de mayo | 18:30 |
| FC Utrecht avanza con un marcador global de 5 – 0 |     |                 |                     |            |       |

| Groningen                                      | 2–1 | Vitesse   | Hitachi Capital Mobility Stadion | 18 de mayo | 20:45 |
| Vitesse                                        | 3–1 | Groningen | GelreDome                        | 21 de mayo | 20:45 |
| Vitesse avanza con un marcador global de 4 – 3 |     |           |                                  |            |       |

#### Final
| FC Utrecht | 1–1 | Vitesse    | Stadion Galgenwaard | 24 de mayo | 20:45 |
| Vitesse | 0–2 | FC Utrecht | GelreDome           | 28 de mayo | 20:45 |
| FC Utrecht Clasifica a la Segunda ronda previa de la Liga Europa de la UEFA 2019-20 con un marcador global de 3 – 1 |     |            |                     |            |       |

### Play-offs de Ascenso/Descenso
|  | Primera Ronda    | Primera Ronda   | Primera Ronda    | Primera Ronda |              |   | Segunda Ronda | Segunda Ronda | Segunda Ronda | Segunda Ronda |  |  | Tercera Ronda | Tercera Ronda | Tercera Ronda | Tercera Ronda |
|  |                  |                 |                  |               |              |   |               |               |               |               |  |  |               |               |               |               |
|  |                  |                 |                  |               |              |   |               |               |               |               |  |  |               |               |               |               |
|  |                  |                 |                  |               |              |   |               |               |               |               |  |  |               |               |               |               |
|  | NEC Nijmegen     | 2               | 0                | 2             |              |   |               |               |               |               |  |  |               |               |               |               |
|  | NEC Nijmegen     | 2               | 0                | 2             |              |   |               |               |               |               |  |  |               |               |               |               |
|  | RKC Waalwijk     | 0               | 3                | 3             |              |   |               |               |               |               |  |  |               |               |               |               |
|  | RKC Waalwijk     | 0               | 3                | 3             | RKC Waalwijk | 2 | 1             | 3             |               |               |  |  |               |               |               |               |
|  |                  |                 |                  |               | RKC Waalwijk | 2 | 1             | 3             |               |               |  |  |               |               |               |               |
|  |                  |                 | Excelsior        | 1             | 1            | 2 |               |               |               |               |  |  |               |               |               |               |
|  |                  |                 | Excelsior        | 1             | 1            | 2 |               |               |               |               |  |  |               |               |               |               |
|  |                  |                 |                  |               |              |   |               |               |               |               |  |  |               |               |               |               |
|  |                  |                 |                  |               |              |   |               |               |               |               |  |  |               |               |               |               |
|  | RKC Waalwijk     | 0               | 5                | 5             |              |   |               |               |               |               |  |  |               |               |               |               |
|  | RKC Waalwijk     | 0               | 5                | 5             |              |   |               |               |               |               |  |  |               |               |               |               |
|  |                  | Go Ahead Eagles | 0                | 4             | 4            |   |               |               |               |               |  |  |               |               |               |               |
|  |                  | Go Ahead Eagles | 0                | 4             | 4            |   |               |               |               |               |  |  |               |               |               |               |
|  |                  |                 |                  |               |              |   |               |               |               |               |  |  |               |               |               |               |
|  |                  |                 |                  |               |              |   |               |               |               |               |  |  |               |               |               |               |
|  | Go Ahead Eagles  | 2               | 1                | 3             |              |   |               |               |               |               |  |  |               |               |               |               |
|  | Go Ahead Eagles  | 2               | 1                | 3             |              |   |               |               |               |               |  |  |               |               |               |               |
|  |                  |                 | FC Den Bosch     | 2             | 0            | 2 |               |               |               |               |  |  |               |               |               |               |
|  |                  |                 | FC Den Bosch     | 2             | 0            | 2 |               |               |               |               |  |  |               |               |               |               |
|  |                  |                 |                  |               |              |   |               |               |               |               |  |  |               |               |               |               |
|  |                  |                 |                  |               |              |   |               |               |               |               |  |  |               |               |               |               |
|  |                  |                 |                  |               |              |   |               |               |               |               |  |  |               |               |               |               |
|  |                  |                 |                  |               |              |   |               |               |               |               |  |  |               |               |               |               |
|  |                  |                 |                  |               |              |   |               |               |               |               |  |  |               |               |               |               |
|  |                  |                 |                  |               |              |   |               |               |               |               |  |  |               |               |               |               |
|  |                  |                 |                  |               |              |   |               |               |               |               |  |  |               |               |               |               |
|  |                  |                 |                  |               |              |   |               |               |               |               |  |  |               |               |               |               |
|  | TOP Oss          | 0               | 0                | 0             |              |   |               |               |               |               |  |  |               |               |               |               |
|  | TOP Oss          | 0               | 0                | 0             |              |   |               |               |               |               |  |  |               |               |               |               |
|  |                  |                 | Sparta Rotterdam | 2             | 3            | 5 |               |               |               |               |  |  |               |               |               |               |
|  |                  |                 | Sparta Rotterdam | 2             | 3            | 5 |               |               |               |               |  |  |               |               |               |               |
|  |                  |                 |                  |               |              |   |               |               |               |               |  |  |               |               |               |               |
|  |                  |                 |                  |               |              |   |               |               |               |               |  |  |               |               |               |               |
|  | Sparta Rotterdam | 1               | 2                | 3             |              |   |               |               |               |               |  |  |               |               |               |               |
|  | Sparta Rotterdam | 1               | 2                | 3             |              |   |               |               |               |               |  |  |               |               |               |               |
|  |                  | De Graafschap   | 2                | 0             | 2            |   |               |               |               |               |  |  |               |               |               |               |
|  | SC Cambuur       | De Graafschap   | 2                | 0             | 2            | 2 | 2             | 4             |               |               |  |  |               |               |               |               |
|  | SC Cambuur       |                 |                  |               |              | 2 | 2             | 4             |               |               |  |  |               |               |               |               |
|  | Almere City FC   | 2               | 1                | 3             |              |   |               |               |               |               |  |  |               |               |               |               |
|  | Almere City FC   | 2               | 1                | 3             | SC Cambuur   | 1 | 0             | 1             |               |               |  |  |               |               |               |               |
|  |                  |                 |                  |               | SC Cambuur   | 1 | 0             | 1             |               |               |  |  |               |               |               |               |
|  |                  |                 | De Graafschap    | 1             | 2            | 3 |               |               |               |               |  |  |               |               |               |               |
|  |                  |                 | De Graafschap    | 1             | 2            | 3 |               |               |               |               |  |  |               |               |               |               |
|  |                  |                 |                  |               |              |   |               |               |               |               |  |  |               |               |               |               |
|  |                  |                 |                  |               |              |   |               |               |               |               |  |  |               |               |               |               |
|  |                  |                 |                  |               |              |   |               |               |               |               |  |  |               |               |               |               |

#### Primera Ronda
| NEC Nijmegen                                         | 2 – 0 | RKC Waalwijk | Goffertstadion      | 10 de mayo | 18:30 |
| RKC Waalwijk                                         | 3 – 0 | NEC Nijmegen | Mandemakers Stadion | 14 de mayo | 18:30 |
| RKC Waalwijk avanza con un marcador global de 3 – 2. |       |              |                     |            |       |

| SC Cambuur                                         | 2 – 2 | Almere City FC | Cambuurstadion | 10 de mayo | 20:45 |
| Almere City FC                                     | 1 – 2 | SC Cambuur     | Yanmar Stadion | 14 de mayo | 20:45 |
| SC Cambuur avanza con un marcador global de 4 – 3. |       |                |                |            |       |

#### Segunda Ronda
| Go Ahead Eagles                                        | 2 – 2 | FC Den Bosch    | De Adelaarshorst                   | 19 de mayo | 12:15 |
| FC Den Bosch                                           | 0 – 1 | Go Ahead Eagles | Timmermans Infra Stadion De Vliert | 22 de mayo | 18:30 |
| Go Ahead Eagles avanza con un marcador global de 3 – 2 |       |                 |                                    |            |       |

| RKC Waalwijk                                        | 2 – 1 | Excelsior    | Mandemakers Stadion        | 19 de mayo | 14:30 |
| Excelsior                                           | 1 – 1 | RKC Waalwijk | Van Donge & De Roo Stadion | 22 de mayo | 18:30 |
| RKC Waalwijk avanza con un marcador global de 3 – 2 |       |              |                            |            |       |

| TOP Oss                                                 | 0 – 2 | Sparta Rotterdam | Frans Heesen Stadion         | 19 de mayo | 16:45 |
| Sparta Rotterdam                                        | 3 – 0 | TOP Oss          | Sparta Stadion - Het Kasteel | 22 de mayo | 20:45 |
| Sparta Rotterdam avanza con un marcador global de 5 – 0 |       |                  |                              |            |       |

| SC Cambuur                                           | 1 – 1 | De Graafschap | Cambuurstadion | 19 de mayo | 20:00 |
| De Graafschap                                        | 2 – 0 | SC Cambuur    | De Vijverberg  | 22 de mayo | 20:45 |
| De Graafschap avanza con un marcador global de 3 – 1 |       |               |                |            |       |

#### Tercera ronda
| RKC Waalwijk                                                        | 0 – 0 | Go Ahead Eagles | Mandemakers Stadion | 25 de mayo | 18:30 |
| Go Ahead Eagles                                                     | 4 – 5 | RKC Waalwijk    | De Adelaarshorst    | 28 de mayo | 20:45 |
| RKC Waalwijk asciende a Eredivisie con un marcador global de 5 - 4. |       |                 |                     |            |       |

| Sparta Rotterdam                                                        | 1 – 2 | De Graafschap    | Sparta Stadion - Het Kasteel | 25 de mayo | 20:45 |
| De Graafschap                                                           | 0 – 2 | Sparta Rotterdam | De Vijverberg                | 28 de mayo | 18:30 |
| Sparta Rotterdam asciende a Eredivisie con un marcador global de 3 - 2. |       |                  |                              |            |       |